# Ingata
Ingata es una localidad y centro poblado perteneciente al distrito de Chamaca, provincia de Chumbivilcas, departamento del Cusco, en el sur del Perú.

## Historia
Ingata obtuvo el reconocimiento como Comunidad Campesina a través de una resolución R.M.036-76-OAJAF-ORAMS- VII un 19 de febrero de 1976, marcando un hito significativo en la historia de Ingata y formalizando su estatus como tal en Perú.
Oficialmente, el Centro Poblado Ingata fue creado el 05 de enero de 1995, mediante la Resolución de Alcaldía N° 01/MPCH-ST-95-A, en el gobierno del presidente Alberto Fujimori, respondiendo al deseo de la comunidad de contar con una entidad local que pudiera atender sus necesidades específicas.
Mediante la Ordenanza Municipal N° 042-2006-MPCH, la municipalidad se ajustó a la Ley Orgánica de Municipalidades N.º 27972, asegurando el cumplimiento de las regulaciones aplicables a las municipalidades en Perú.
Adicionalmente, la Ordenanza Municipal N° O22-2023-CM-MPCH emitida el 26 de septiembre de 2023, adecuó la Municipalidad del Centro Poblado Ingata al marco establecido por la Ley N° 31079. Esta última adaptación demuestra el compromiso constante de la municipalidad con la actualización y el cumplimiento de las leyes y regulaciones vigentes.

## Geografía
Ingata es un centro poblado ubicado en el distrito de Chamaca, en la provincia de Chumbivilcas, departamento de Cusco, en Perú. Se encuentra a una altitud de 3960 metros sobre el nivel del mar. Se sitúa a 20 kilómetros de la sede del distrito, Chamaca, y a una distancia de más de 50 kilómetros de la capital de la provincia, Chumbivilcas.

### Límites geográficos
Ingata limita geográficamente de la siguiente manera:
- Al norte, con la Predio Huancaro, Hacienda Maranhura y Hacienda Chillahuata.
- Al este, con el río Velille, Comunidad Campesina de Cacho Limamayo, Comunidad Campesina Quellomarca Pocta, Comunidad Campesina Sihuincha, Predio Ñahuasi y la Hacienda Purata Ccacca.
- Al sur, con la Hacienda Tocra y la Hacienda Purata Ccacca.
- Al oeste, con la Comunidad Campesina de Huininquiri y el distrito de Colquemarca.

### Altitud
- Punto más alto:  Colina Phausi, 4 350 m s. n. m.
- Punto más bajo: Río Velille, 3 350 m s. n. m.

## División administrativa
Ingata tiene una extensión de 51,32 km² y el ámbito de intervención está compuesta por 3 anexos.

### Anexos[5]
- Uray Ingata
- Alccayhuarmi
- Ingata Central

## Población
Ingata tiene una población urbana de 355 habitantes y un total aproximada de 591 habitantes.

## Autoridades

### Municipales[9]
- 2023 - 2026
  - Alcalde: Sixto Muñoz Carbajal
  - Regidores:
    1. Benigna Sacsi Huamaní
    2. Cayo Luna Barrientos
    3. Paulina Díaz Venero
    4. Ruperto Condori Callasi
    5. Hilda Maritza Ccahuana Miranda

Alcaldes anteriores
- 2019 - 2022: Gualberto Díaz Huamaní
- 2016 - 2019: Eliseo Díaz Calderón
- 2013 - 2016: Pío Efraín Castellanos Díaz

### Comunales
- 2023 - 2024
  - Presidente: Francisco Ugarte Callasi

#### Presidentes anteriores
- 2021 - 2022: Wilber Valencia Huayllani

- 2019 - 2020: Edgar Ccalluche Berrío
- 2017 - 2018: Julio César Oblitas Castro
- 2015 - 2016: Cleto Ugarte Monterola
- 2013 - 2014: Feliciano Valencia Ugarte
- 2011 - 2012: Rely Urbano Lastra Valdez
- 2009 - 2010: Roberto Puelles Díaz
- 2007 - 2008: Benigna Sacsi Huamaní
- 2005 - 2006: Leónidas Gómez Díaz
- 2003 - 2004: Gualberto Díaz Huamaní
- 2001 - 2002: Toribio Oblitas Arias

## Festividades
- 1 de enero: Festejos en Honor al Niño Jesús de Colca[10]
- 25 de agosto: Aniversario de la Comunidad Campesina Ingata[11]

## Economía
La economía de Ingata se centra en la agricultura y la ganadería. Los residentes cultivan diversos productos como papas, cebada, maíz, tanto para su consumo como para la venta en los mercados locales. La cría de ganado bovino y ovino también es un pilar económico importante en la región.

## Centros Educativos
- Inicial, Primaria, Secundaria: I. E. Integrado 56265 Ingata.[13]
- Incial y Primaria: I. E. 56380 Uray Ingata.[14]
- Primaria: I. E. 56282 Alccayhuarmi.[15]

## Salud
Cuenta con un centro de salud ubicado en el C.P. Ingata.

## Hidrografía
Se puede encontrar manantiales, riachuelos de agua dulce como Phausi y el río Jucuiri que desembocan directamente al río Velille.